# Brion (Indre)
Brion is een gemeente in het Franse departement Indre (regio Centre-Val de Loire) en telt 440 inwoners (1999). De plaats maakt deel uit van het arrondissement Châteauroux.

## Geografie
De oppervlakte van Brion bedraagt 45,1 km², de bevolkingsdichtheid is 9,8 inwoners per km².

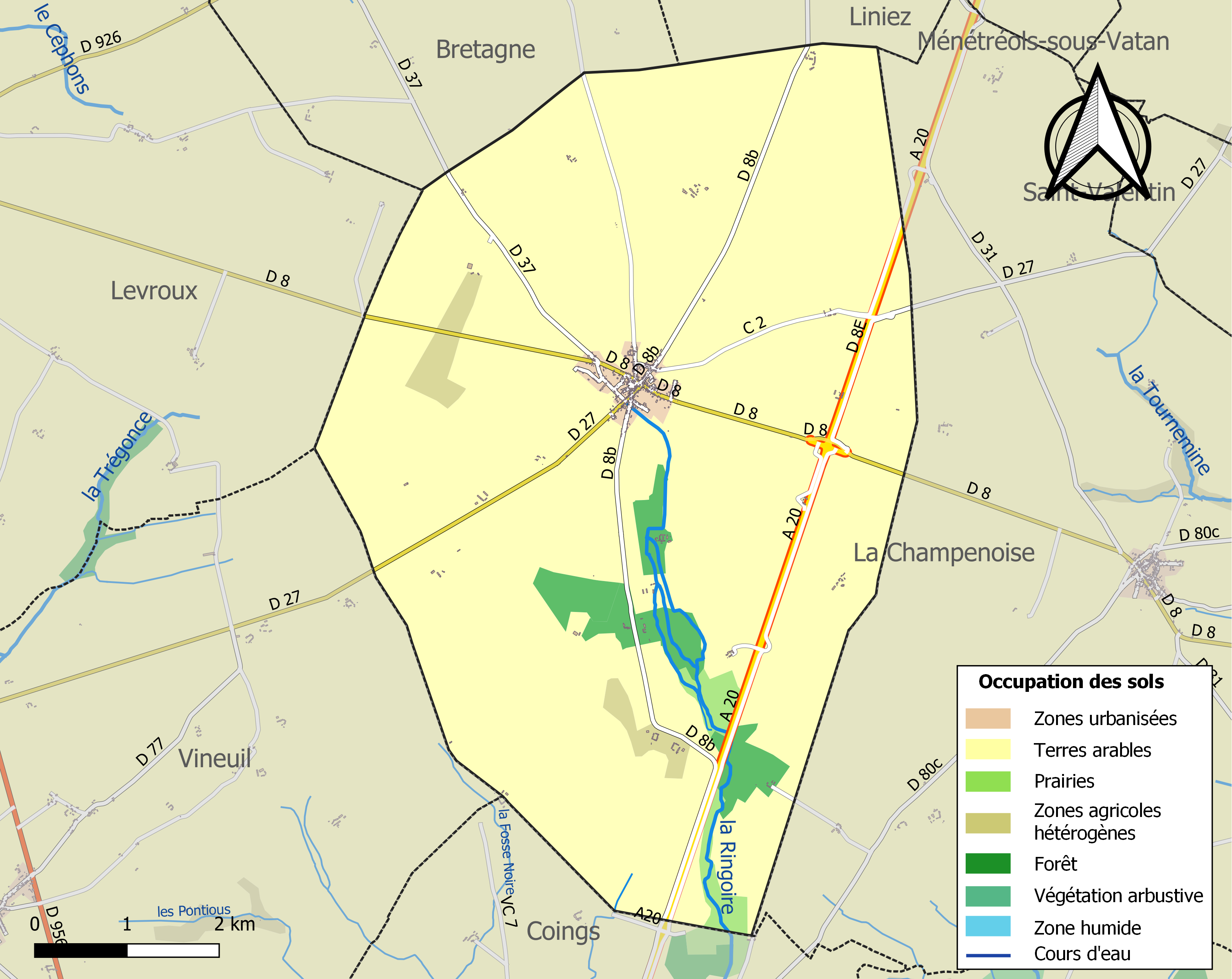
Kaart van de gemeente met de belangrijkste infrastructuur, bodemgebruik en omliggende gemeenten

## Demografie
Onderstaande figuur toont het verloop van het inwonertal (bron: INSEE-tellingen).